# Bleknäbbad blomsterpickare
Bleknäbbad blomsterpickare (Dicaeum erythrorhynchos) är en liten och kortstjärtad fågel i familjen blomsterpickare inom ordningen tättingar. Den förekommer på Indiska subkontinenten i Indien, Nepal, Bhutan, Sri Lanka och österut till Myanmar. Internationella naturvårdsunionen kategoriserar den som livskraftig.

## Utseende och läten

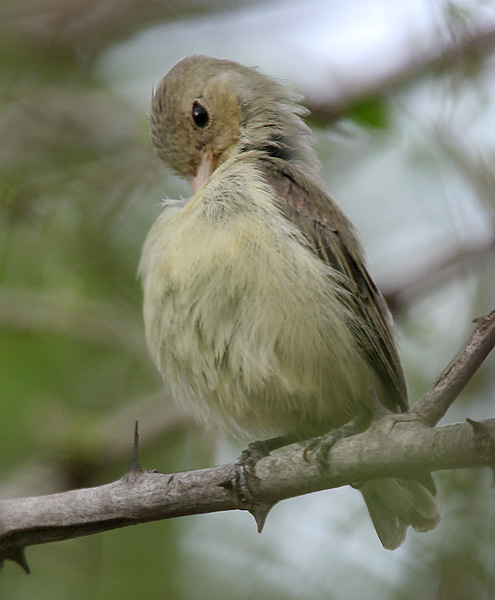
Bleknäbbad blomsterpickare i Hyderabad.

Bleknäbbad blomsterpickare är en mycket liten (8 cm) och färglös tätting med tydligt nedåtböjd ljus näbb. Ovansidan är olivgrå, undersidan ljusgrå. Lätet beskrivs som ett ljust "pit" och ett vasst, ihållande "chik-chik-chik".

## Utbredning och systematik
Bleknäbbad blomsterpickare delas in i två underarter med följande utbredning:
- Dicaeum erythrorhynchos erythrorhynchos – förekommer i Indien, södra Nepal, Bhutan, Bangladesh och västra Myanmar
- Dicaeum erythrorhynchos ceylonense – förekommer på Sri Lanka

## Levnadssätt
Bleknäbbad blomsterpickare hittas i öppen skog, lundar och trädgårdar varhelst Loranthus-träd växer. Fågeln ses i par eller smågrupper som rör sig snabbt i trädtopparna på jakt efter ryggradslösa djur och frukt. Den häckar i träd.

## Status och hot
Arten har ett stort utbredningsområde, men tros minska i antal, dock inte tillräckligt kraftigt för att den ska betraktas som hotad. Internationella naturvårdsunionen IUCN listar arten som livskraftig (LC). Världspopulationen har inte uppskattats men den beskrivs som vanlig i Sri Lanka och Bangladesh, inte ovanlig i Burma och lokalt mycket vanlig i Indien.

## Namn
Fågelns vetenskapliga artnamn erythrorhynchos är en latinisering av grekiskans eruthros ("röd") och rhunkhos ("näbb"), alltså "rödnäbbad".